# Msangia larvoides
Msangia larvoides is een naaldkreeftjessoort uit de familie van de Metapseudidae. De wetenschappelijke naam van de soort is voor het eerst geldig gepubliceerd in 1976 door Bacescu.